# Vivian Stanshall
Vivian Stanshall (21. března 1943 Oxford – 5. března 1995 Londýn) byl britský hudebník, malíř, zpěvák, autor písničkových textů, básník, spisovatel, šprýmař a vypravěč, známý jako člen kapely Bonzo Dog Doo-Dah Band, autor filmu Sir Henry at Rawlinson End a konferenciér na albu multiinstrumentalisty Mika Oldfielda Tubular Bells.
Vivian Stanshall se narodil jako Victor Anthony Stanshall, jméno si však nechal změnit na Vivian podle nepoužívaného prvního jména svého otce.
Stanshall byl nalezen mrtev 6. března 1995 po požáru svého bytu v Muswell Hill (severní část Londýna). Jako příčina požáru byla určena vadná elektroinstalace poblíž Stanshallovy postele.

## Sólová diskografie
- Men Opening Umbrellas Ahead (1974)
- Sir Henry at Rawlinson End (1978)
- Teddy Boys Don't Knit (1981)
- Sir Henry at Ndidi's Kraal (1984)